# إيهود تننباوم
إيهود أودي تننباوم (بالعبرية: אהוד "אודי" טננבאום، ولد 29 أغسطس 1979) هاكر إسرائيلي ، معروف أيضا بلقب المحلل . ولد بهود هشارون في إسرائيل.

## شهرته
اشتهر عندما كان بعمر 19 عام 1988 وكان مع مجموعة صغير من الهاكرز، تم القبض عليه لاختراقه أجهزة حاسوب لوكالة الفضاء ناسا، والبنتاغون ، والبحرية الأمريكية، والكنيست ، ومعهد ماساتشوستس للتقنية، وجامعات أمريكية وإسرائيلية مختلفة، وحاسوب الرئيس الإسرائيلي عيزر وايزمان، وكذلك محاولة التسلل لملفات سرية لقوات الجيش الإسرائيلي.
واختراق لحواسيب مجموعة من الفلسطينيين، ويزعم أنه دمر موقع لحركة المقاومة الإسلامية (حماس) .